# Persephona
Persephona is een geslacht van kreeftachtigen uit de klasse van de Malacostraca (hogere kreeftachtigen).

## Soorten
- Persephona aquilonaris Rathbun, 1933
- Persephona crinita Rathbun, 1931
- Persephona edwardsii Bell, 1855
- Persephona finneganae Rathbun, 1931
- Persephona lichtensteinii Leach, 1817
- Persephona mediterranea (Herbst, 1794)
- Persephona orbicularis Bell, 1855
- Persephona punctata (Linnaeus, 1758)
- Persephona subovata (Rathbun, 1894)
- Persephona townsendi (Rathbun, 1894)